# 伏毛木里乌头
伏毛木里乌头（学名：Aconitum phyllostegium var. pilosum）为毛茛科乌头属下的一个变种。

## 扩展阅读
- 維基物種上的相關：伏毛木里乌头